# Abdera (gmina)
Abdera (gr. Δήμος Αβδήρων, Dimos Awdiron) – gmina w Grecji, w administracji zdecentralizowanej Macedonia-Tracja, w regionie Macedonia Wschodnia i Tracja, w jednostce regionalnej Ksanti. W 2011 roku liczyła 19 005 mieszkańców. Powstała 1 stycznia 2011 roku w wyniku połączenia dotychczasowych gmin: Abdera, Wistonida i Selero. Siedzibą gminy jest Jenisea, a historyczną siedzibą jest Abdera.